# Comboari
Comboari est une commune située dans le département de Diapangou de la province du Gourma dans la région de l'Est au Burkina Faso.

## Géographie
Comboari est situé à 6 km au Sud-Est de Diapangou, le chef-lieu du département, et à 2,5 km au Sud de la route nationale 4.

## Santé et éducation
Le centre de soins le plus proche de Comboari est le centre de santé et de promotion sociale (CSPS) de Diapangou.